# 트랜스월드 항공
트랜스월드 항공(영어: Trans World Airlines, TWA)은 1925년 설립되어 2001년 아메리칸 항공에 합병된 미국의 항공사로 허브 공항은 세인트루이스 램버트 국제공항과 존 F. 케네디 국제공항, 하츠필드 잭슨 애틀랜타 국제공항이었다. 미국 최대의 국내선 항공기를 편성했던 항공사 중 하나이기도 했으며, 국제선에서도 팬아메리칸 월드 항공과 함께 미국의 대표적 국적기 중 하나로 일컬어지기도 했다.

## 역사
1930년 웨스턴 에어 익스프레스(영어: Western Air Express, 1925년 설립)와 트랜스 콘티넨털 에어 트랜스 포트(영어: Transcontinental Air Transport. 1928년 설립)가 합병하여 트랜스 콘티넨털 앤드 웨스턴 항공(영어: Transcontinental & Western Air, Inc.)이라는 이름으로 탄생되었다. 1930년 뉴저지주 뉴어크와 로스앤젤레스까지 중간 경유지인 캔자스시티를 거쳐 36시간 소요되는 동서 해안 연결 서비스를 개시하였고 1934년에 웨스턴 에어 익스프레스와 결별하였지만 TWA는 대륙 횡단 노선을 계속 유지하였다. 1946년 뉴욕과 파리 사이의 국제선 취항에 이어 1950년대에 유럽, 중동, 아프리카, 아시아 등지로 취항하는 항로를 개설하였다. 1969년부터 1975년까지 태평양 횡단 서비스를 실시하였으나 1975년에 팬아메리칸 월드 항공(영어: Pan American World Airways)과 노선을 교환하게 되어 그 서비스를 중단하였다. 금융가와 항공의 개척자였던 하워드 휴스(영어: Howard Hughes)가 1939년부터 1961년 초까지 대주주로서 TWA를 이끌었지만 그 후 제트 여객기를 구매하는데 자금을 댄 뉴욕의 은행 및 금융기관들에게 항공사의 지배권을 넘기게 되었다. 1979년 트랜스 월드(영어: Transworld Corp.)라는 지주 회사의 소유 아래 구조조정을 단행하였다. 하지만 트랜스월드 항공은 만성적인 자금난으로 인해 1984년 적대적 경영권 인수에 대한 방어책으로 TWA를 공개 시장에 매각하였고 1985년 말 미국의 투자가인 칼 C. 아이컨(영어: Carl C. Icahn)이 인수하였다. 1986년 TWA는 미국 남부와 중부를 연결하는 노선을 가진 오작 항공(영어: Ozark Air Lines, Inc.)을 인수했다. 1992년에 효과적인 구조 조정을 위하여 정상으로 업무를 계속하면서도 법정에 파산 신청을 하였고 이듬해 간신히 파산을 면했지만 1996년에는 정비 인력 부족으로 인하여 추락 사고까지 겪어야 했었었다. 그야말로 엎친 데 덮친 격이었다. 급기야 2001년 12월에 아메리칸 항공(영어: American Airlines)에 인수 합병됨으로써 역사속으로 사라자게 되었다.

## 운항 노선
- 2001년 합병 직전까지 트랜스월드 항공의 운항 노선은 다음과 같다.

## 자회사

### 트랜스월드 익스프레스
- 트랜스월드 익스프레스(영어: Trans World Express)는 트랜스월드 항공과 환승을 위해 지역 항공사가 운항하고 있는 명칭 상표로 당시 이 항공사는 트랜스월드 항공 편명으로 트랜스월드 항공의 허브 공항과 지방 공항의 노선을 소형 항공기로 운항했다. 하지만 2001년 12월에 아메리칸 항공과 합병되면서 아메리칸 커넥션으로 재편했다.

### 트랜스월드 커넥션
- 트랜스월드 커넥션(영어: Trans World Connection)는 트랜스월드 항공과 환승을 위해 지역 항공사가 운항하고 있는 명칭 상표로 당시 이 항공사는 트랜스월드 항공 편명으로 트랜스월드 항공의 허브 공항과 지방 공항의 노선을 소형 항공기로 운항했다. 하지만 2001년 12월에 아메리칸 항공과 합병되면서 아메리칸 커넥션으로 재편했다.

## 사건 및 사고
- 1956년 6월 30일, 그랜드 캐니언 상공 21,000 피트에서 트랜스월드 항공 002편과 유나이티드 항공 718편이 충돌해 추락하여 양 비행기에 타고 있던 승무원 승객 128명 전원이 사망하는 사고가 발생했다. 이 사고로 인해 1958년에 연방 항공법 제정되어 이를 근거로 항공 수송의 안전을 유지하는 기관으로 미국 연방 항공국이 설립되었다.
- 1996년 7월 17일, 미국 뉴욕 JFK를 출발하여 프랑스 파리의 샤를 드 골 공항을 거쳐 이탈리아 로마 레오나르도 다 빈치 국제공항으로 향하던 트랜스월드 항공 800편 항공기가 공중에서 폭발한 후 롱아일랜드 인근 대서양에 추락하여 탑승자 230명 전원이 사망하였다. 2000년에 와서야 규명됐는데, 사고 원인은 전기 합선으로 인한 연료 탱크의 폭발로 결론을 내렸다.

## 같이 보기
- 미국의 없어진 항공사 목록

## 사진

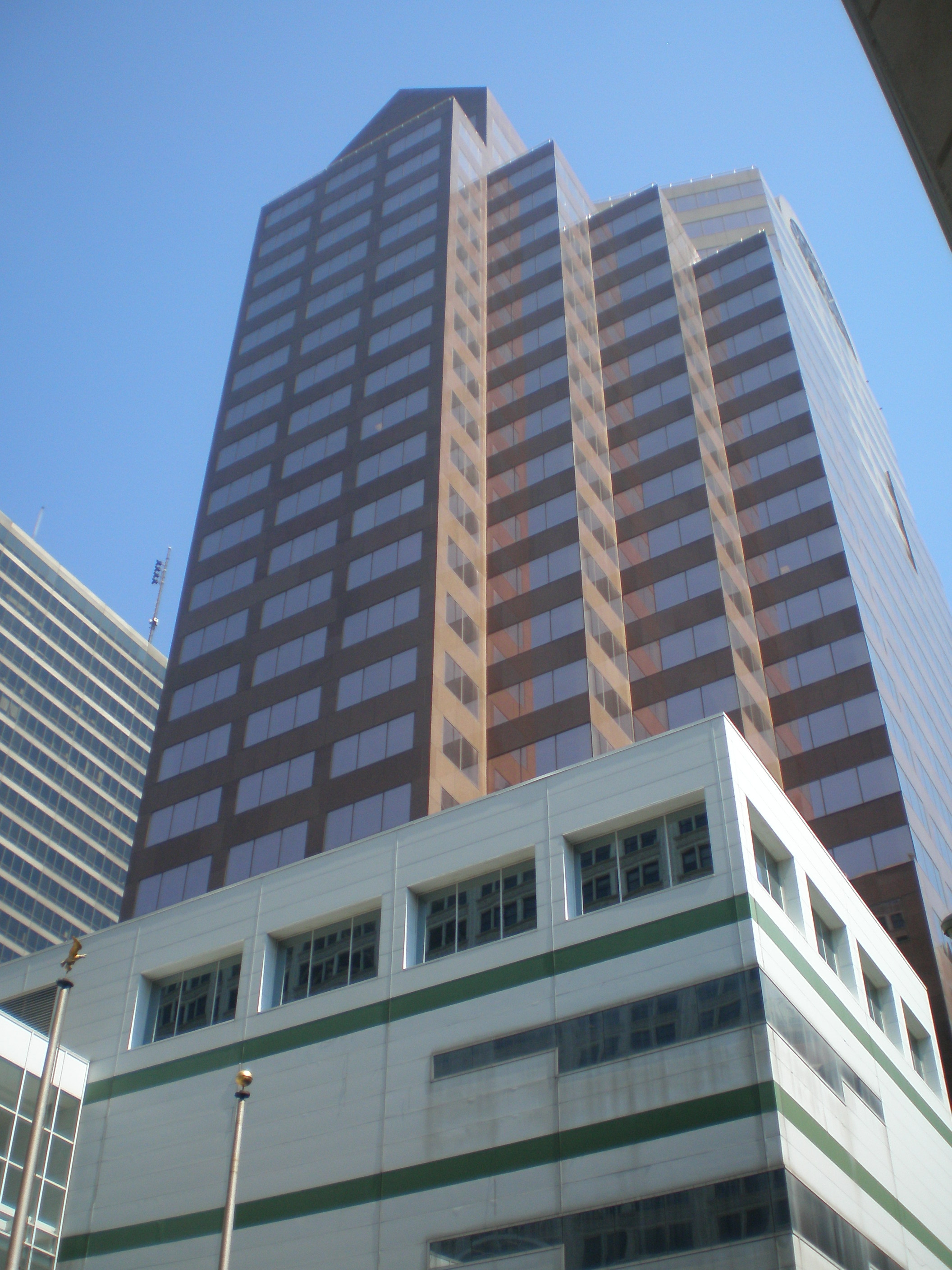
트랜스월드 항공 본사(철거)
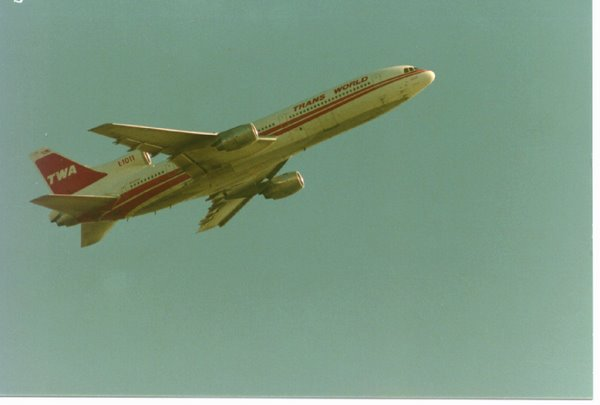
트랜스월드 항공 소속 록히드 L-1011 항공기 (퇴역)
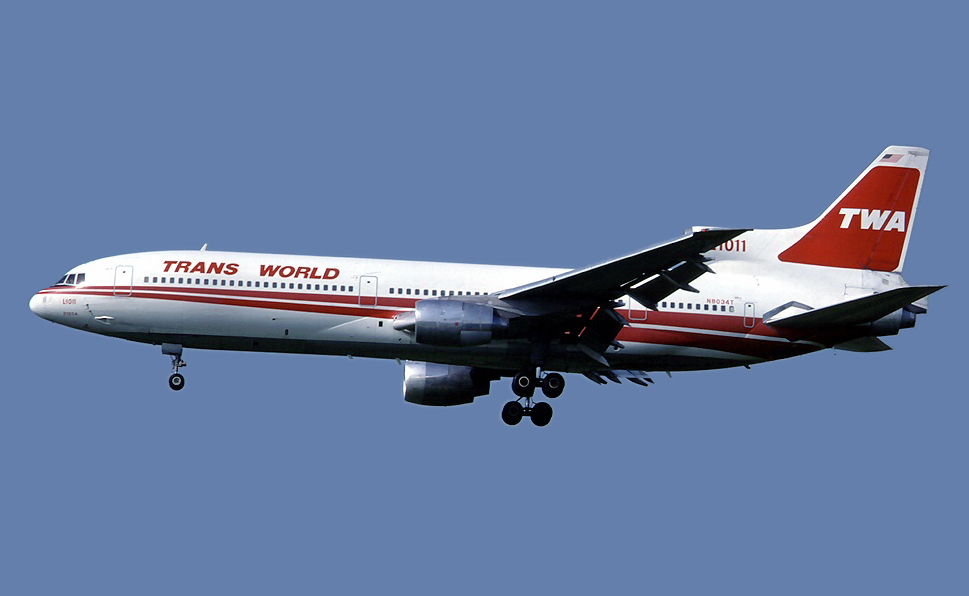
트랜스월드 항공 소속 록히드 L-1011 항공기 (퇴역)
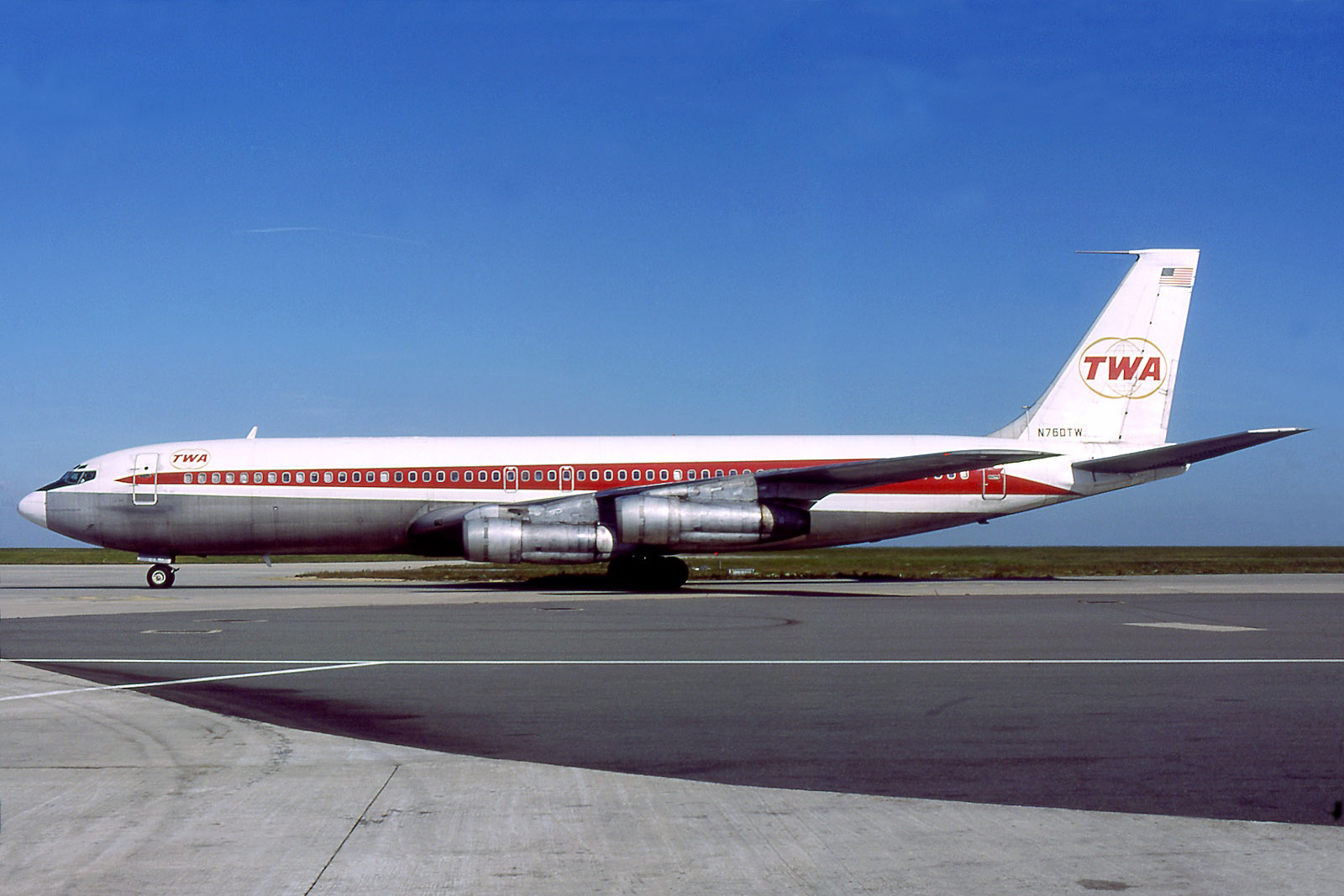
트랜스월드 항공 소속 보잉 707-100 항공기 (퇴역)
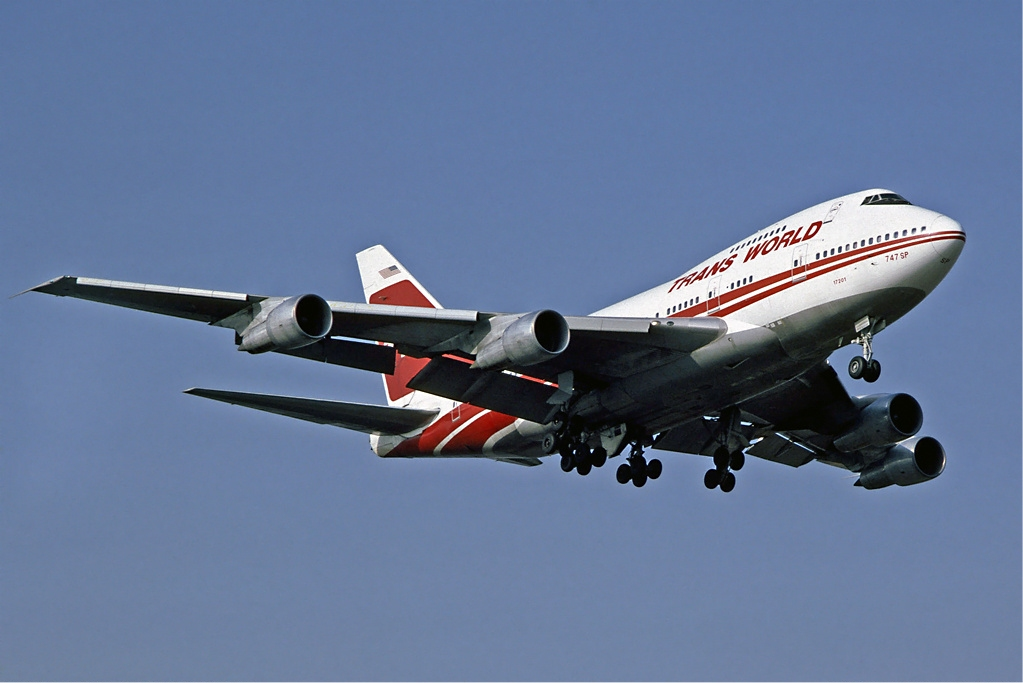
트랜스월드 항공 소속 보잉 747SP 항공기 (퇴역)